# Vitellio Germanico
Vitellio Germanico (Roma, 63 – Roma, 22 dicembre 69) è stato un politico romano.

## Vita

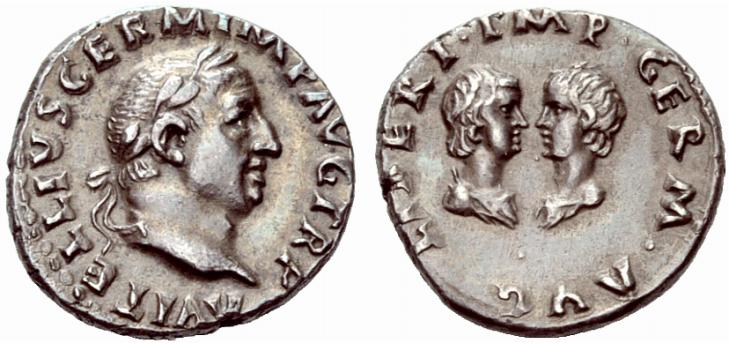
Moneta con le raffigurazioni di Aulo Vitellio e dei figli Vitellio Germanico e Vitellia

Vitellio Germanico il Giovane, è stato l'erede designato dell'omonimo imperatore romano Aulo Vitellio Germanico. Era nato dal secondo matrimonio dell'imperatore con Galeria Fundana e aveva una sorella, Vitellia. Ebbe anche un fratellastro Vitellio Petroniano, figlio di primo letto del padre.
Vitellio il Giovane è stato presentato da suo padre, probabilmente a fine aprile o a inizio maggio del 69 a Lugdunum, alle truppe romane come suo successore presuntivo, con tanto di insegne imperiali.
Dopo una consultazione col senato, sembrò opportuno non conferire al ragazzo (di soli sei anni, affetto inoltre da una forte balbuzie che quasi gli impediva di parlare) il titolo di Cesare, così gli fu dato il titolo di Germanico (che il padre già aveva scelto per sé).
Germanico fu ucciso durante la ribellione delle legioni che sostenevano Vespasiano, insieme a Vitellio stesso. Dopo il rovesciamento del padre, infatti, la condanna a morte del bambino fu sentenziata il 20 dicembre del 69 su iniziativa di Gaio Licinio Muciano e probabilmente eseguita prima della fine dell'anno.